# جي. مارك ويلكوكس
جي. مارك ويلكوكس هو محامي وسياسي أمريكي، ولد في 21 مايو 1890 في ويلاكوتشي في الولايات المتحدة، وتوفي في 3 فبراير 1956 في White Springs, Florida ‏ في الولايات المتحدة. نشط حزبياً في الحزب الديمقراطي. وقد انتخب عضو مجلس النواب الأمريكي ‏.